# Terefe Yae
Terefe Yae (12 februari 1981) is een Ethiopische langeafstandsloper, die gespecialiseerd is in de marathon.

## Biografie
In 2004 maakte Yae zijn marathondebuut bij de marathon van Xiamen. Hij finishte direct als derde in een tijd van 2:11.45. Tijdens de marathon van Berlijn later dat jaar baarde hij opzien door samen met zijn landgenoot Shimeles Molla minstens 9150 lopers in te halen. Beiden hadden vooraan moeten starten, maar belandden door een fout van de organisatoren bij het binnengaan van de startvakken achter vele duizenden recreatielopers. Die moesten ze allemaal inhalen om uiteindelijk hun eigen tempo te kunnen lopen. Hun tussentijden waren 19.11 (5 km), 35.05 (10 km) en de volgende twee 5 km-tijden werden geklokt in respectievelijk 15.10 en 15.14. Tijdens het laatste deel van hun wedstrijd lieten ze het tempo iets zakken en finishten uiteindelijk op een 26e (Terefe Yae) en 27e plaats (Shimeles Molla). Een jaar later werd Yae tiende bij deze wedstrijd in een persoonlijk record van 2:12.07.
De beste prestaties van Terefe Yae zijn het winnen van de marathon van Arizona in 2005 en 2007. In 2006 moest hij bij deze wedstrijd genoegen nemen met een tweede plaats achter zijn landgenoot Shimeles Mola, die vijf seconden sneller was.

## Persoonlijk record
| Onderdeel | Prestatie | Datum           | Plaats |
| --------- | --------- | --------------- | ------ |
| marathon  | 2:10.03   | 17 oktober 2010 | Reims  |

## Palmares

### marathon
- 2004:  marathon van Xiamen - 2:11.45
- 2004: 26e marathon van Berlijn - 2:17.29
- 2005:  marathon van Arizona - 2:14.24
- 2005: 18e marathon van Boston - 2:20.42
- 2005: 10e marathon van Berlijn - 2:12.07
- 2006:  marathon van Arizona - 2:13.13
- 2006: 10e marathon van San Diego - 2:18.05
- 2006: 4e marathon van Berlijn - 2:15.05
- 2007:  marathon van Arizona - 2:14.13
- 2007: 15e marathon van Amsterdam - 2:13.41
- 2009:  marathon van Las Vegas - 2:16.42
- 2010:  marathon van Arizona - 2:12.41
- 2010: 8e marathon van San Diego - 2:14.54
- 2010:  marathon van Reims - 2:10.02
- 2011: 14e marathon van Parijs - 2:12.06